# José Luiz de Magalhães Lins
José Luiz de Magalhães Lins  (Arcos, 12 de abril de 1929 - Rio de Janeiro, 3 de fevereiro de 2023) foi um banqueiro brasileiro.
À frente do Banco Nacional de Minas Gerais, notabilizou-se nos anos 60 como principal mecenas do cinema novo e como um dos mais influentes patrocinadores da produção cultural da época.
Filho do ferroviário Edmundo Lins Júnior e da dona de casa Alice de Magalhães Lins, começou a trabalhar aos 14 anos como vendedor de títulos de capitalização. Aos 19 anos, foi contratado como escriturário do então recém-fundado Banco Nacional de Minas Gerais. Com 30 anos, tornou-se diretor-executivo da instituição, acumulando as funções de presidente do Banco Sotto-Mayor e do Banco Comercial de Minas Gerais.
Enquanto o tio José de Magalhães Pinto se dedicava à carreira política, José Luiz conduzia com outros a expansão do Banco Nacional de Minas Gerais e projetava a instituição no segmento cultural e também no setor de comunicação. Amigo de Roberto Marinho (Rede Globo) e Nascimento Britto (Jornal do Brasil), conselheiro de algumas das mais influentes lideranças políticas e econômicas do país, José Luiz foi definido pelo advogado Jorge Serpa como o "ausente mais presente do país".  Sempre reservado, avesso a câmeras e microfones, enquadra-se – segundo o jornalista Mário Sérgio Conti – em uma categoria bem carioca: a das “Eminências Discretas-Mas-Nem-Tanto”.
Para o jornalista Otto Lara Resende – um dos clientes que se tornaram amigos dele –, José Luiz era o "amigo certo das promissórias incertas". Personalidades como Garrincha e Grande Otelo, além de cineastas como Cacá Diegues e Glauber Rocha, contaram com seu apoio financeiro – e com "empréstimos a perder de vista", segundo definição do jornalista Ruy Castro – em momentos decisivos. Para o cronista e dramaturgo Nelson Rodrigues – a quem José Luiz sempre apoiou –, o banqueiro ocupava um "lugar que dá ao sujeito a visão de Guerra e Paz, de Balzac e Proust". Segundo o advogado Miguel Lins , em frase emblemática, "Todos os Lins têm uma mania. José Luiz tem todas". Para Otávio Frias Filho, dono do jornal Folha de S.Paulo, "José Luiz de Magalhães Lins era o mítico e misterioso banqueiro que seu pai admirava, o que o levou a pegar um avião e viajar ao Rio só para conhecê-lo". Para Roberto Marinho – que não gostava de brigar – “ José Luiz é o único homem por quem eu entraria na briga, mesmo que ele não tivesse razão”.
Roberto Marinho, aliás, foi outro que contou com sua ajuda em momento fundamental para a TV Globo. Ao apostar em televisão, fez um acordo com o grupo americano Time-Life e, para honrá-lo, após desistir de uma joint venture, precisou de um novo empréstimo. Estava acordado há dois meses com um banco que desistiu na última hora e necessitava dos recursos no dia seguinte para não perder ações da TV e bens como a sua residência no Cosme Velho. Na véspera, Roberto Marinho procurou José Luiz, no desespero, acompanhado de Joseph Wallach e Walter Clark. Se não levantasse a quantia, perderia a TV e tinha poucas horas para realizar a operação. Mas o banqueiro obteve os recursos no dia seguinte no Banco Nacional, um episódio “dramático” nas palavras de Roberto Irineu, filho mais velho de Roberto Marinho. Roberto Marinho ficou tão agradecido que, quando José Luiz se desligou do Banco Nacional, o convidou, com insistência, para ser presidente das Organizações Globo, Jornal e TV. Segundo José Luiz, o convite não foi aceito por falta de condições existenciais.
Em 1972, José Luiz, então vice-presidente do Banco Nacional, pediu demissão do cargo. O banco, que tinha poucas agências quando começou a trabalhar, havia se tornado a segunda maior instituição bancária do país. Após deixá-la, atuou como consultor e conselheiro do Grupo Atlântica Boavista de Seguros, presidente da Light, diretor-presidente do Banerj e conselheiro do Tribunal de Contas do Estado do Rio de Janeiro, onde se aposentou aos 70 anos, em 1999.
Casado desde 1961 com Maria do Carmo Nabuco de Magalhães Lins, Nininha, como é chamada pela família e por amigos, tem cinco filhos: Ana Cecília, Maria Cristiana, José Antonio, José Luiz Filho (1969-2012) e João Paulo. É homem de vida caseira, familiar. Gosta de conversar com jornalistas, mas não costuma dar entrevistas, nem posar para fotos. É um desconhecido dos leitores de jornais e revistas. Mas foi um dos homens mais influentes na imprensa, na sociedade e na política brasileira.

## Biografia

### Início de carreira
Era neto de Edmundo Lins, ministro e presidente do Supremo Tribunal Federal em 1917. Da cidade de Arcos, a família mudou-se para o Rio de Janeiro, residindo no bairro do Engenho Novo.
Tendo sido criado pelos pais com muita dificuldade financeira, José Luiz interrompeu os estudos aos 14 anos para trabalhar como vendedor autônomo de títulos de capitalização da Intercap. Aos 16, foi admitido como extranumerário e logo promovido a agente de fiscalização no Departamento de Fazenda da Secretaria de Finanças do Estado de Minas Gerais, no Rio de Janeiro. Com 17 anos, foi convocado para ser auxiliar de gabinete do secretário de finanças, função que exerceu durante alguns meses, em Belo Horizonte. A carreira profissional sofreu uma breve interrupção durante o ano de 1948, no qual prestou serviço militar no Exército, sendo aprovado no concurso para cabo.

### De bancário a banqueiro
Em 1948, com 19 anos, foi contratado como praticante de escriturário no recém-criado Banco Nacional de Minas Gerais, do qual seu tio, o político mineiro José de Magalhães Pinto, foi um dos fundadores. Iniciou como datilógrafo até chegar a gerente regional. Em 1959, foi eleito diretor-adjunto e, em 1960, já com 30 anos, diretor-executivo.
Em 1970, eleito, tornou-se vice-presidente do banco. Em 1972, renunciou ao cargo e a todos os demais de diretoria que exercia em empresas do Grupo Nacional, extinto em 1995. O banco havia se transformado na segunda maior instituição financeira do país sob o seu comando. Seu legado: criou o boleto bancário, o cheque personalizado, que só existia nos Estados Unidos, construiu o primeiro centro de computação para atendimento de uma empresa, criou o crédito pessoal.

### O boleto bancário e o mercado segurador
Em 1966, o mercado segurador atravessava uma grave crise em que as dívidas se acumulavam, a inadimplência subia, a credibilidade caía e o risco de falência das companhias era real. José Luiz, que se associou à Atlântica Boavista de Seguros, criou então o que hoje é conhecido como boleto bancário: a apólice entregue pelo corretor ao cliente só passaria a ter valor depois de paga por meio de cobrança bancária. Com a publicação do Decreto nº 59.195, no Diário Oficial da União, em 8 de setembro de 1966, a ideia tornou-se lei. Era o fim da ditadura dos corretores, da escalada de calotes e do risco de total perda de credibilidade do sistema segurador.

### Outros cargos
José Luiz exerceu mais de 50 cargos ao longo da profissão, em áreas como seguros, comércio, produção e exportação, além do mercado bancário. Foi presidente dos bancos Sotto Maior e Comercial de Minas Gerais, acumulando a vice-presidência do Banco Nacional de Minas Gerais; vice-presidente e presidente do Banco Nacional de São Paulo; vice-presidente do Banco Nacional do Espírito Santo; vice-presidente do Banco Nacional de Brasília; vice-presidente do Banco do Triângulo Mineiro; vice-presidente do Banco Nacional de Investimentos; membro do conselho de administração do Banco do Estado da Guanabara; consultor e diretor do conselho de administração e controle do Bradesco; e diretor-presidente do Grupo Banerj.
Em outras áreas, foi fundador da Nacional – Cia. de Seguros; diretor-presidente da Empreendimentos e Participações J L S.A.; vice-presidente da Atlântica – Cia. Nacional de Seguros; vice-presidente da Novo Rio, Crédito, Financiamento e Investimentos; presidente da Light – Serviços de Eletricidade S.A., na época a maior companhia privada do Brasil; sócio fundador da Provence Ervas Finas Ltda.; presidente do Conselho de Programação Financeira do Estado do Rio (Conferj); e conselheiro do Tribunal de Contas do Estado do Rio de Janeiro (TCE-RJ).

### A influência nas artes
Ao mesmo tempo em que conduziu a expansão do Banco Nacional de Minas Gerais, José Luiz projetou a instituição como uma das maiores incentivadoras da cultura e das artes no Brasil, por meio de apoio financeiro a personalidades que iam de Grande Otelo a Garrincha, passando por nomes do cinema novo como Cacá Diegues, Glauber Rocha e Luiz Carlos Barreto.
José Luiz desempenhou ainda papel importante em uma nova forma de expansão do mercado das artes. Em 1960, associou-se a Franco Terranova, fundador da Petit Galerie, e a José de Carvalho, proprietário das lojas Ducal. Em um espaço projetado por Sergio Bernardes, na Praça General Osório, em Ipanema, promoveram a grande fase dos leilões de arte e dos contratos de exclusividade com os maiores pintores da época.
Na música, sua contribuição foi um empréstimo a Roberto Quartin, criador do selo Forma, que se tornaria o grande celeiro da bossa nova. Já no teatro, foi o principal colaborador na fundação do Teatro Santa Rosa, em 1961, em Ipanema, e na sua inovadora proposta de só apresentar peças brasileiras.
Em 1954, José Luiz patrocinou o maior concurso literário organizado no Brasil – o Prêmio Walmap –, premiando romances inéditos com valores que chegavam a dois milhões de cruzeiros. Além disso, financiou editores como Ênio Silveira, no lançamento da coleção BUP de livros de bolso, pertencente à Editora Civilização Brasileira, que cedeu os direitos ao editor, escritores como Nelson Rodrigues em colunas de jornal. Também, através de um empréstimo, ajudou a criação do jornal Pif-Paf.
Em 1964, patrocinou a editora-livraria José Olympio na edição de Minha Vida, Charles Chaplin.
Participou, também, como benfeitor, junto a outras pessoas, da construção do “Edifício da Amizade”, na PUC-RJ, onde se iniciaram cursos de pós-graduação stricto sensu, alguns até então inéditos no Brasil. O agradecimento veio em forma de placas de bronze, com os nomes gravados nas colunas do pátio interno da Universidade.

### Na política e nos meios de comunicação
Em 1961, quando Jânio Quadros renunciou, José Luiz participou do movimento pela legalidade e posse de João Goulart. Jango chegou à presidência e o convidou para chefiar a campanha do plebiscito pela volta do presidencialismo, que terminou vitoriosa em 1963. Ele coordenou suas finanças e contratou agências de publicidade.
José Luiz participou das articulações que culminaram com o Golpe de Estado Civil-Militar de 1964, representando o tio, Magalhães Pinto, governador de Minas Gerais. Foi para seu telefone que o general Castelo Branco, chefe do Estado-Maior, ligou para saber se ainda era possível retardar o deslocamento das tropas do general Mourão Filho, em Juiz de Fora. Menos de uma hora depois, já estava na casa do general Castelo Branco, informando-lhe que Magalhães Pinto já não via como recuar.
Também conduziu, junto ao brigadeiro Eduardo Gomes, as tratativas da saída de Juscelino Kubitschek e família em segurança para o exterior, quando o ex-presidente estava ameaçado de prisão. Além de conselheiro de algumas das mais influentes lideranças políticas e econômicas do país, José Luiz, embora avesso a câmeras e microfones, cultivou grande amizade com dois dos maiores expoentes dos meios de comunicação do Brasil: Roberto Marinho (Rede Globo) e Nascimento Britto (Jornal do Brasil). Era amigo também de outras figuras importantes do meio jornalístico, como Chagas Freitas (O Dia), Otto Lara Resende, Carlos Castello Branco, José Aparecido de Oliveira, Evandro Carlos de Andrade, Ibrahim Sued, Carlos Lemos e Samuel Wainer, assim como do jornalista José Gonçalves Fontes, que fora o mais premiado do Brasil, tendo, inclusive, seu nome publicado no Site da ABI , com sua Biografia completa no dia 29 de abril de 2010.

### Morte
Faleceu em casa aos 93 anos de causas naturais, ele tratava de uma pneumonia.